# 929 Algunde
Algunde (asteroide 929) é um asteroide da cintura principal, a 1,984417 UA. Possui uma excentricidade de 0,1135506 e um período orbital de 1 223,38 dias (3,35 anos).
Algunde tem uma velocidade orbital média de 19,90688318 km/s e uma inclinação de 3,91382º.
Este asteroide foi descoberto em 10 de Março de 1920 por Karl Reinmuth.